# Entimon

Logo des Aktionsprogramms Entimon

Entimon ist ein Teilprogramm des 2001 von der deutschen Bundesregierung gestarteten Aktionsprogramms Jugend für Toleranz und Demokratie.

## Förderziele
- Offenheit für Fremde und für die Vielfalt kultureller, ethnischer und religiöser Überzeugungen und Lebensformen zu entwickeln und mit dem Eintreten für die Verfassung und für Menschenrechte zu verbinden (Einübung in Toleranz)
- die Fähigkeit und die Bereitschaft zu entwickeln und zu stärken, sich gegen Gewalt, Rechtsextremismus, Fremdenfeindlichkeit und Antisemitismus zu wenden und Minderheiten zu schützen (Gewalt bekämpfen)
- Menschen mit Migrationshintergrund in die Gesellschaft einzubinden (Integration)
- die Bereitschaft zu fördern, sich für Aufgaben des Gemeinwesens zu engagieren (Verantwortung übernehmen)
- die Fähigkeit zu entwickeln und zu stärken, Interessengegensätze und Konflikte demokratisch zu bewältigen (Demokratie erfahren durch demokratisches Handeln)
- Mut zu machen, die eigene Überzeugung auch öffentlich zu vertreten (Zivilcourage)
- eine verlässliche politische Grundbildung zu vermitteln (Wissen)[1]

## Finanzierung
Entimon wurde bis 2006 mit 65 Millionen Euro gefördert.